# Aborto

Imagen de como se realiza un aborto por aspiración al vacío a las ocho semanas de edad gestacional (seis semanas después de la fertilización).
1: saco amniótico
2: embrión
3: revestimiento uterino
4: espéculo
5: vacurette
6: conectado a una bomba de succión

El aborto (del latín abortus; llegó al español cerca de finales del siglo XV, en un tratado de medicina sobre la peste bubónica, registrado en el Corde)es la interrupción y finalización prematura del embarazo de forma natural o voluntaria, hecha antes de que el ser humano pueda sobrevivir fuera del útero. Un aborto que ocurre espontáneamente también se conoce como aborto espontáneo. Cuando se toman medidas deliberadas para interrumpir un embarazo, se llama aborto inducido. Se diferencia del parto prematuro o pretérmino, pues en este último sobrevive el ser humano.

## Tipos de aborto

### Aborto espontáneo
El aborto espontáneo es un aborto no provocado intencionalmente. Es la muerte no deseada y expulsión de un embrión o feto antes de las semanas 20 o 24 del embarazo. Cuando la pérdida es posterior, ya se habla de muerte fetal. Al criterio del tiempo gestacional, la Organización Mundial de la Salud (OMS) añade como criterio que debe pesar menos de 500 gramos. Sin embargo, este criterio ha de ser interpretado con prudencia, ya que a veces un feto de menos de 500 g expulsado puede ser reanimado y sobrevivir. Si falleciera posteriormente, se registra como muerte neonatal. Se distingue el aborto precoz, cuando tiene lugar antes de las 12 semanas de gestación, y el aborto tardío, con 12 o más semanas.
Los factores que pueden producir aborto espontáneo son muy variados: genéticos o cromosómicos del mismo feto, la exposición a toxinas ambientales, problemas hormonales de la madre, y otros como el tabaquismo, la drogadicción o el alcoholismo.
Entre los signos y síntomas se encuentran el sangrado vaginal, el lumbago, dolor abdominal sordo, agudo o cólico o la presencia de coágulos que salen de la vagina. Todos ellos deben ser valorados por un ginecólogo y muchas veces requieren de atención inmediata. Ante los síntomas, existen diversas pruebas y exámenes para verificar o prevenir este tipo de abortos, como son el ultrasonido vaginal o abdominal que ayuda a examinar el desarrollo del embrión/feto, los latidos cardíacos y la cantidad de su sangrado. En caso de aborto, es fundamental para la salud de la mujer comprobar si queda algún resto fetal o de tejido placentario en el útero, en el caso de que queden restos fetales deben ser retirados inmediatamente. El producto expulsado debe ser analizado para determinar si la causa del aborto espontáneo es tratable y prevenirlo en el futuro.

#### Aborto espontáneo en animales
El aborto espontáneo ocurre en varios animales. Por ejemplo, en las ovejas puede ser causada por estrés o esfuerzo físico, como apiñarse a través de las puertas o ser perseguido por perros. En las vacas, el aborto puede ser causado por enfermedades contagiosas, como la brucelosis o Campylobacter, pero a menudo se puede controlar mediante vacunación. Comer agujas de pino también puede inducir abortos en vacas. Se sabe que varias plantas, incluyendo la ambrosía, la col mofeta, la cicuta venenosa y el tabaco de árbol, causan deformidades fetales y aborto en el ganado , en ovejas y cabras. En los caballos, un feto puede ser abortado o reabsorbido si tiene síndrome blanco letal (aganglionosis intestinal congénita). Se teoriza que los embriones de potro que son homocigóticos para el gen blanco dominante (WW) también se abortan o reabsorben antes del nacimiento. En muchas especies de tiburones y rayas, los abortos inducidos por el estrés ocurren con frecuencia en la captura.
La infección viral puede causar aborto en perros. Los gatos pueden experimentar aborto espontáneo por muchas razones, incluido el desequilibrio hormonal. Se realiza un aborto combinado y esterilización en gatas embarazadas, especialmente en programas de trampa-castración-retorno, para evitar que nazcan gatitos no deseados. Las roedoras pueden interrumpir un embarazo cuando se exponen al olor de un hombre no responsable del embarazo, conocido como el efecto Bruce.
El aborto también puede ser inducido en animales, en el contexto de la ganadería. Por ejemplo, el aborto puede ser inducido en yeguas que han sido apareadas incorrectamente, o que han sido compradas por propietarios que no se dieron cuenta de que las yeguas estaban embarazadas, o que están embarazadas de potros gemelos. El feticidio puede ocurrir en caballos y cebras debido al acoso masculino de yeguas embarazadas o a la cópula forzada, aunque se ha cuestionado la frecuencia en la naturaleza. Los machos de los monos langures grises pueden atacar a las hembras después de la toma del poder masculino, causando aborto espontáneo.

### Aborto inducido
El aborto inducido es la finalización del embarazo mediante la eliminación de un embrión o feto antes de que pueda sobrevivir fuera del útero. Puede tratarse de un aborto terapéutico, cuando se realiza por razones médicas, o de un aborto por decisión personal (interrupción voluntaria del embarazo), cuando se realiza a petición de la mujer embarazada.
A su vez, según la técnica empleada para inducir el aborto, se puede hablar de aborto médico o de aborto con medicamentos y de aborto quirúrgico.
Dependiendo de los países, existen diversas legislaciones sobre el aborto inducido, desde aquellas que lo permiten con pocas restricciones por considerarlo como una ampliación de los derechos reproductivos hasta legislaciones que lo prohíben por considerarlo una forma de homicidio. 

#### Aborto terapéutico
El aborto terapéutico es la interrupción provocada del desarrollo vital del embrión o feto (por lo que se trata de un aborto inducido), pero al que preceden razones estrictamente médicas. Entre estos motivos cabe si la salud de la madre (física o mental) se encuentra directamente comprometida con dicho embarazo o, en su caso, si la vida de la madre corre riesgo.

### Aborto indirecto
El aborto indirecto es cuando se produce la muerte del feto en una intervención médica en que se deben cumplir dos condiciones:
- La intervención va destinada a salvar la vida de la madre embarazada en situaciones en las que esta corre cierto peligro de muerte.
- La viabilidad del feto es nula según los conocimientos que se poseen sobre el caso o el trastorno.

No se equipara, pues, con el aborto terapéutico, ya que se produce en intervenciones médicas distintas del aborto en sí mismo, siendo este una consecuencia derivada, no querida directamente, y por tanto, implica unas consideraciones bioéticas muy diversas al aborto inducido. Se considera aborto indirecto aun cuando el médico sabe que su intervención puede afectar al feto, pero de no intervenir, o de esperar a que el feto sea viable fuera del útero, tanto la madre como el feto resultarían muertos. Un claro ejemplo es el de la intervención en un embarazo ectópico.

## Historia del aborto inducido
Desde la antigüedad, los abortos se han realizado utilizando una serie de métodos, incluyendo hierbas medicinales, herramientas afiladas, con fuerza o a través de otros métodos tradicionales. El aborto inducido tiene una larga historia y se remonta a civilizaciones tan variadas como China bajo Shennong (c. 2700 a. C.), el Antiguo Egipto con su Papiro Ebers (c. 1550 a. C.), y el Imperio romano en la época de Juvenal (c. 200 d. C.). De hecho, una de las primeras representaciones artísticas conocidas del aborto está en un bajorrelieve de Angkor Wat (c. 1150). Encontrado en una serie de frisos que representan el juicio después de la muerte en la cultura hindú y budista, representa la técnica del aborto abdominal.
Algunos eruditos médicos y opositores al aborto han sugerido que el Juramento Hipocrático prohibió a los médicos griegos antiguos realizar abortos; otros eruditos no están de acuerdo con esta interpretación, y afirman que los textos médicos del Corpus Hipocrático contienen descripciones de técnicas abortivas junto con el Juramento. El médico Escribonio Largo escribió en el 43 d. C. que el Juramento Hipocrático prohíbe el aborto, al igual que Sorano, aunque aparentemente no todos los médicos se adhirieron estrictamente a él en ese momento. Según la obra Ginecología del siglo I o II de Sorano, un partido de médicos desterró todos los abortivos según lo requerido por el Juramento Hipocrático; la otra parte, a la que pertenecía, estaba dispuesta a recetar abortos, pero solo por el bien de la salud de la madre. Aristóteles, en su tratado sobre política gubernamental (350 a. C.), condena el infanticidio como medio de control de la población. Prefirió el aborto en tales casos, con la restricción «que debe practicarse en él antes de que haya desarrollado sensación y vida; porque la línea entre el aborto legal e ilegal estará marcada por el hecho de tener sensación y estar vivo».
En el cristianismo, el Papa Sixto V (1585-1590) fue el primer Papa antes de 1869 en declarar que el aborto es homicidio independientemente de la etapa del embarazo; y su pronunciamiento de 1588 fue revertido tres años más tarde por su sucesor. A lo largo de la mayor parte de su historia, la Iglesia Católica estuvo dividida sobre si creía que el aborto temprano era asesinato, y no comenzó a oponerse vigorosamente al aborto hasta el siglo XIX. Varios historiadores han escrito que antes del siglo XIX la mayoría de los autores católicos no consideraban la interrupción del embarazo antes de «rápido» o «ensoulamiento» como un aborto. A partir de 1750, la excomunión se convirtió en el castigo para los abortos. Las declaraciones hechas en 1992 en el Catecismo de la Iglesia Católica, el resumen codificado de las enseñanzas de la Iglesia, se opusieron al aborto.
Una encuesta de Guttmacher de 2014 de pacientes de aborto en Estados Unidos encontró que muchos reportaron una afiliación religiosa: el 24  % eran católicos mientras que el 30  % eran protestantes. Una encuesta de 1995 informó que las mujeres católicas tienen tantas probabilidades como la población en general de interrumpir un embarazo, los protestantes tienen menos probabilidades de hacerlo y los cristianos evangélicos son los menos propensos a hacerlo. La tradición islámica ha permitido tradicionalmente el aborto hasta un momento en el que los musulmanes creen que el alma entra en el feto, considerado por varios teólogos como en la concepción, 40 días después de la concepción, 120 días después de la concepción o la aceleración. Sin embargo, el aborto está en gran medida fuertemente restringido o prohibido en áreas de alta fe islámica como Oriente Medio y el norte de África.
En Europa y América del Norte, las técnicas de aborto avanzaron a partir del siglo XVII. Sin embargo, el conservadurismo de la mayoría de los médicos con respecto a los asuntos sexuales impidió la amplia expansión de las técnicas de aborto seguro. Otros médicos anunciaron sus servicios y no estuvieron ampliamente regulados hasta el siglo XIX, cuando la práctica (a veces llamada reteletismo) se prohibió tanto en los Estados Unidos como en el Reino Unido. Los grupos de la iglesia, así como los médicos, fueron movimientos antiaborto muy influyentes. En los Estados Unidos, según algunas fuentes, el aborto era más peligroso que el parto hasta alrededor de 1930, cuando las mejoras incrementales en los procedimientos de aborto en relación con el parto hicieron que el aborto fuera más seguro. Sin embargo, otras fuentes sostienen que en el siglo XIX los abortos tempranos en las condiciones higiénicas en las que generalmente trabajaban las parteras eran relativamente seguros. Además, algunos comentaristas han escrito que, a pesar de la mejora de los procedimientos médicos, el período desde la década de 1930 hasta la legalización también vio una aplicación más celosa de las leyes antiaborto, y concomitantemente un creciente control de los proveedores de aborto por parte del crimen organizado.
La Unión Soviética (1919), Islandia (1935) y Suecia (1938) fueron algunos de los primeros países en legalizar ciertas o todas las formas de aborto. En 1935, en la Alemania nazi se aprobó una ley que permitía el aborto para aquellos considerados «hereditariamente enfermos», mientras que a las mujeres consideradas de origen alemán se les prohibió específicamente abortar. A partir de la segunda mitad del siglo XX, el aborto fue legalizado en un mayor número de países.
En 2024 Francia fue el primer país en reconocer oficialmente en su Constitución la libertad de las mujeres para abortar.

## Métodos

### Médico
Los abortos médicos son aquellos inducidos por productos farmacéuticos abortivos. El aborto con medicamentos se convirtió en un método alternativo de aborto con la disponibilidad de análogos de la prostaglandina en la década de 1970 y el antiprogestágeno mifepristona (también conocido como RU-486) en la década de 1980.
Los regímenes de aborto médico temprano más comunes del primer trimestre usan mifepristona en combinación con misoprostol (o a veces otro análogo de la prostaglandina, gemeprost) hasta 10 semanas (70 días) de edad gestacional, metotrexato en combinación con un análogo de la prostaglandina de hasta 7 semanas de gestación, o un análogo de la prostaglandina solo.[Los regímenes de combinación de mifepristona y misoprostol funcionan más rápido y son más eficaces a edades gestacionales posteriores que los regímenes de combinación de metotrexato y misoprostol, y los regímenes de combinación son más eficaces que el misoprostol solo. Este régimen es efectivo en el segundo trimestre. Los regímenes de aborto médico que involucran mifepristona seguido de misoprostol en la mejilla entre 24 y 48 horas después son eficaces cuando se realizan antes de los 70 días de gestación.
En abortos muy tempranos, hasta 7 semanas de gestación, el aborto con medicamentos usando un régimen de combinación de mifepristona e misoprostol se considera más eficaz que el aborto quirúrgico (aspiración al vacío), especialmente cuando la práctica clínica no incluye una inspección detallada del tejido aspirado. Los regímenes de aborto médico temprano que usan mifepristona, seguidos de 24 a 48 horas después por misoprostol bucal o vaginal, son 98 % efectivos hasta las 9 semanas de edad gestacional; de 9 a 10 semanas la eficacia disminuye modestamente al 94 %. Si el aborto con medicamentos falla, se debe usar el aborto quirúrgico para completar el procedimiento.
Los abortos médicos tempranos representan la mayoría de los abortos antes de las 9 semanas de gestación en Gran Bretaña, Francia, Suiza, Estados Unidos, y los países nórdicos.
Los regímenes de aborto médico que utilizan mifepristona en combinación con un análogo de la prostaglandina son los métodos más comunes utilizados para los abortos del segundo trimestre en Canadá, la mayor parte de Europa, China y la India, en contraste con los Estados Unidos, donde el 96 % de los abortos del segundo trimestre se realizan quirúrgicamente por dilatación y evacuación.
Una Revisión Sistemática Cochrane 2020 concluyó que proporcionar a las mujeres medicamentos para llevar a casa para completar la segunda etapa del procedimiento para un aborto médico temprano resulta en un aborto efectivo.[Se requieren más investigaciones para determinar si el aborto médico autoadministrado es tan seguro como el aborto médico administrado por el proveedor, donde un profesional de la salud está presente para ayudar a manejar el aborto médico. [Permitir de forma segura que las mujeres se autoadministren medicamentos para el aborto tiene el potencial de mejorar el acceso al aborto. Otras lagunas de investigación que se identificaron incluyen la mejor manera de apoyar a las mujeres que eligen llevar el medicamento a casa para un aborto autoadministrado.

### Quirúrgico
Hasta 15 semanas de gestación, succión-aspiración o aspiración al vacío son los métodos quirúrgicos más comunes de aborto inducido. La aspiración manual al vacío (MVA) consiste en extraer el embrión, la placenta y las membranas del feto mediante succión utilizando una jeringa manual, mientras que la aspiración eléctrica al vacío (EVA) utiliza una bomba eléctrica. Estas técnicas se pueden utilizar muy temprano en el embarazo. El MVA se puede usar hasta 14 semanas, pero se usa más a menudo antes en los EE. UU. El EVA se puede usar más tarde.
El MVA, también conocido como "minisucción" y "extracción menstrual" o EVA, se puede usar en un embarazo muy temprano cuando puede no ser necesaria la dilatación cervical. La dilatación y legrado (D&C) se refiere a la apertura del cuello uterino (dilatación) y la eliminación de tejido (curetaje) a través de instrumentos de succión o afilados. D&C es un procedimiento ginecológico estándar realizado por una variedad de razones, incluyendo el examen del revestimiento uterino para detectar posibles neoplasias malignas, la investigación de sangrado anormal y el aborto. La Organización Mundial de la Salud recomienda legrado agudo solo cuando no se dispone de aspiración de succión.
La dilatación y evacuación (D&E), utilizada después de 12 a 16 semanas, consiste en abrir el cuello uterino y vaciar el útero usando instrumentos quirúrgicos y succión. El D&E se realiza por vía vaginal y no requiere una incisión. La dilatación y extracción intactas (D&X) se refiere a una variante de D&E que a veces se usa después de 18 a 20 semanas cuando la extracción de un feto intacto mejora la seguridad quirúrgica o por otras razones.
El aborto también se puede realizar quirúrgicamente por histotomía o histerectomía grávida. El aborto por histerotomía es un procedimiento similar a una cesárea y se realiza bajo anestesia general. Requiere una incisión más pequeña que una cesárea y se puede usar durante etapas posteriores del embarazo. La histerectomía grávida se refiere a la extirpación de todo el útero mientras todavía contiene el embarazo. La histerotomía y la histerectomía se asocian con tasas mucho más altas de morbilidad y mortalidad materna que el D&E o el aborto por inducción.
Los procedimientos del primer trimestre generalmente se pueden realizar con anestesia local, mientras que los métodos del segundo trimestre pueden requerir sedación profunda o anestesia general.

### Aborto por inducción laboral
En lugares que carecen de la habilidad médica necesaria para la dilatación y extracción, o donde los profesionales lo prefieren, un aborto se puede inducir primero induciendo el trabajo de parto y luego induciendo la muerte fetal si es necesario.[Esto a veces se llama "aborto espontáneo inducido". Este procedimiento se puede realizar desde las 13 semanas de gestación hasta el tercer trimestre. Aunque es muy poco común en los Estados Unidos, más del 80 % de los abortos inducidos durante el segundo trimestre son abortos inducidos por el trabajo de parto en Suecia y otros países cercanos.
Solo se dispone de datos limitados que comparen este método con la dilatación y la extracción.[A diferencia de D&E, los abortos inducidos por el trabajo de parto después de 18 semanas pueden complicarse por la ocurrencia de una breve supervivencia fetal, que puede caracterizarse legalmente como nacimiento vivo. Por esta razón, el aborto inducido por el trabajo de parto es legalmente arriesgado en los Estados Unidos.

### Otros métodos
Históricamente, una serie de hierbas que se cree que poseen propiedades abortivas se han utilizado en la medicina popular. Entre estas se encuentran: el bronceado, el pennyroyal, el cohosh negro y el ahora extinto silfium. En 1978, una mujer de Colorado murió y otra desarrolló daños orgánicos cuando intentaron interrumpir sus embarazos tomando aceite de poleo. Debido a que el uso indiscriminado de hierbas como abortivos puede causar efectos secundarios graves, incluso letales, como insuficiencia orgánica múltiple, los médicos no lo recomiendan.
El aborto a veces se intenta causando trauma en el abdomen. El grado de fuerza, si es grave, puede provocar lesiones internas graves sin necesariamente tener éxito en inducir aborto espontáneo. En el sudeste asiático, hay una antigua tradición de intentar abortar a través de un masaje abdominal contundente. Uno de los bajorrelieves que decoran el templo de Angkor Wat de Camboya representa a un demonio realizando tal aborto a una mujer que ha sido enviada al inframundo.
Los métodos reportados de aborto inseguro y autoinducido incluyen el mal uso del misoprostol y la inserción de implementos no quirúrgicos como agujas de tejer y perchas en el útero. Estos y otros métodos rara vez se utilizan en países donde el aborto quirúrgico es legal y está disponible.

## Motivación

### Personal
Un gráfico de barras que muestra datos seleccionados de un estudio AGImeta de 1998 sobre las razones por las que las mujeres declararon para tener un aborto.
Las razones por las que las mujeres se hacen abortos son diversas y varían en todo el mundo. Algunas de las razones pueden incluir la incapacidad de pagar a un niño, la violencia doméstica, la falta de apoyo, la sensación de que son demasiado jóvenes y el deseo de completar la educación o avanzar en una carrera. Otras razones incluyen no poder o querer criar a un niño concebido como resultado de violación o incesto.

### Social
Algunos abortos se someten como resultado de presiones sociales. Estos podrían incluir la preferencia por los niños de un sexo o una raza específicos, la desaprobación de la maternidad soltera o temprana, la estigmatización de las personas con discapacidad, el apoyo económico insuficiente para las familias, la falta de acceso o el rechazo de los métodos anticonceptivos o los esfuerzos para el control de la población (como la política de un solo hijo de China). Estos factores a veces pueden resultar en aborto obligatorio o aborto selectivo por sexo.

### Salud materna y fetal
Un factor adicional es la salud materna, que fue catalogada como la razón principal por alrededor de un tercio de las mujeres en 3 de los 27 países y alrededor del 7 % de las mujeres en otros 7 de estos 27 países.
En los EE. UU., las decisiones de la Corte Suprema en Roe v. Wade y Doe v. Bolton: «reglaba que el interés del estado en la vida del feto se volvía convincente solo en el punto de viabilidad, definido como el punto en el que el feto puede sobrevivir independientemente de su madre. Incluso después del punto de viabilidad, el Estado no puede favorecer la vida del feto sobre la vida o la salud de la mujer embarazada. Bajo el derecho a la privacidad, los médicos deben ser libres de usar su "juicio médico para la preservación de la vida o la salud de la madre"». El mismo día que la Corte decidió Roe, también decidió Doe v. Bolton, en el que la Corte definió la salud muy ampliamente: «El juicio médico se puede ejercer a la luz de todos los factores -físicos, emocionales, psicológicos, familiares y de la edad de la mujer- relevantes para el bienestar de la paciente. Todos estos factores pueden estar relacionados con la salud. Esto le permite al médico que atiende la habitación que necesita para hacer su mejor juicio médico».
La opinión pública cambió en Estados Unidos tras el descubrimiento de que la personalidad de la televisión Sherri Finkbine durante su quinto mes de embarazo había estado expuesta a la talidomida. Incapaz de obtener un aborto legal en los Estados Unidos, viajó a Suecia. De 1962 a 1965, un brote de sarampión alemán dejó 15 000 bebés con defectos de nacimiento graves. En 1967, la Asociación Médica Americana apoyó públicamente la liberalización de las leyes de aborto. Una encuesta del Centro Nacional de Investigación de Opinión en 1965 mostró que el 73  % apoyaba el aborto cuando la vida de la madre estaba en riesgo, el 57  % cuando había defectos de nacimiento y el 59  % para los embarazos resultantes de violación o incesto.

#### Cáncer
La tasa de cáncer durante el embarazo es de 0,02-1  %, y en muchos casos, el cáncer de la madre lleva a la consideración del aborto para proteger la vida de la madre, o en respuesta al daño potencial que puede ocurrir al feto durante el tratamiento. Esto es particularmente cierto para el cáncer de cuello uterino, cuyo tipo más común ocurre en 1 de cada 2000-13 000 embarazos, para los que el inicio del tratamiento «no puede coexistir con la preservación de la vida fetal (a menos que se elija la quimioterapia neoadyuvante)». Los cánceres de cuello uterino en estadio muy temprano (I y IIa) se pueden tratar con histerectomía radical y disección de ganglios linfáticos pélvicos, radioterapia o ambos, mientras que los estadios posteriores se tratan con radioterapia. La quimioterapia se puede usar simultáneamente. El tratamiento del cáncer de mama durante el embarazo también implica consideraciones fetales, porque se desaconseja la lumpectomía a favor de la mastectomía radical modificada a menos que el embarazo tardío permita administrar radioterapia de seguimiento después del nacimiento.
Se estima que la exposición a un solo fármaco de quimioterapia causa un riesgo del 7,5-17 % de efectos teratogénicos en el feto, con mayores riesgos de múltiples tratamientos farmacológicos. El tratamiento con más de 40 Gy de radiación generalmente causa aborto espontáneo. La exposición a dosis mucho más bajas durante el primer trimestre, especialmente de 8 a 15 semanas de desarrollo, puede causar discapacidad intelectual o microcefalia, y la exposición en esta o en etapas posteriores puede causar una reducción del crecimiento intrauterino y el peso al nacer. Las exposiciones por encima de 0,005–025 Gy causan una reducción del coeficiente intelectual dependiente de la dosis. Es posible reducir en gran medida la exposición a la radiación con blindaje abdominal, dependiendo de cuán lejos esté el área a irradiar del feto.
El proceso de nacimiento en sí también puede poner a la madre en riesgo. «El parto vaginal puede resultar en la diseminación de células neoplásicas en canales linfáticos, hemorragia, laceración cervical e implantación de células malignas en el sitio de la episiotomía, mientras que el parto abdominal puede retrasar el inicio del tratamiento no quirúrgico».